# Maurizio Fugatti
Maurizio Fugatti (Bussolengo, 7 aprile 1972) è un politico italiano, presidente della Provincia autonoma di Trento dal 3 novembre 2018 e Presidente della Regione autonoma del Trentino-Alto Adige dal 7 luglio 2021 al 13 marzo 2024.
È stato deputato alla Camera per tre legislature (XV, XVI e XVIII), ricoprendo vari incarichi parlamentari, e sottosegretario di Stato al Ministero della salute dal 13 giugno al 9 novembre 2018 nel governo Conte I. Come presidente della provincia di Trento ha retto anche la Presidenza dell'Euregio Tirolo-Alto Adige-Trentino nel biennio 2021-2023.

## Biografia
Nato a Bussolengo, in provincia di Verona, da Adriano Fugatti, residente ad Avio, in provincia di Trento, si è laureato in Scienze politiche all'Università di Bologna e svolge la professione di commercialista.
Inizia la sua attività politica nella Lega Nord di Umberto Bossi, venendo eletto consigliere comunale di Avio tra le sue liste e nominato assessore nel 2000. Alle tornate elettorali del 2005 e del 2007 venne rieletto in consiglio comunale di Avio. Nel 2005 diventa segretario regionale della Lega Nord in Trentino, subentrando a Sergio Divina.

### Elezione a deputato

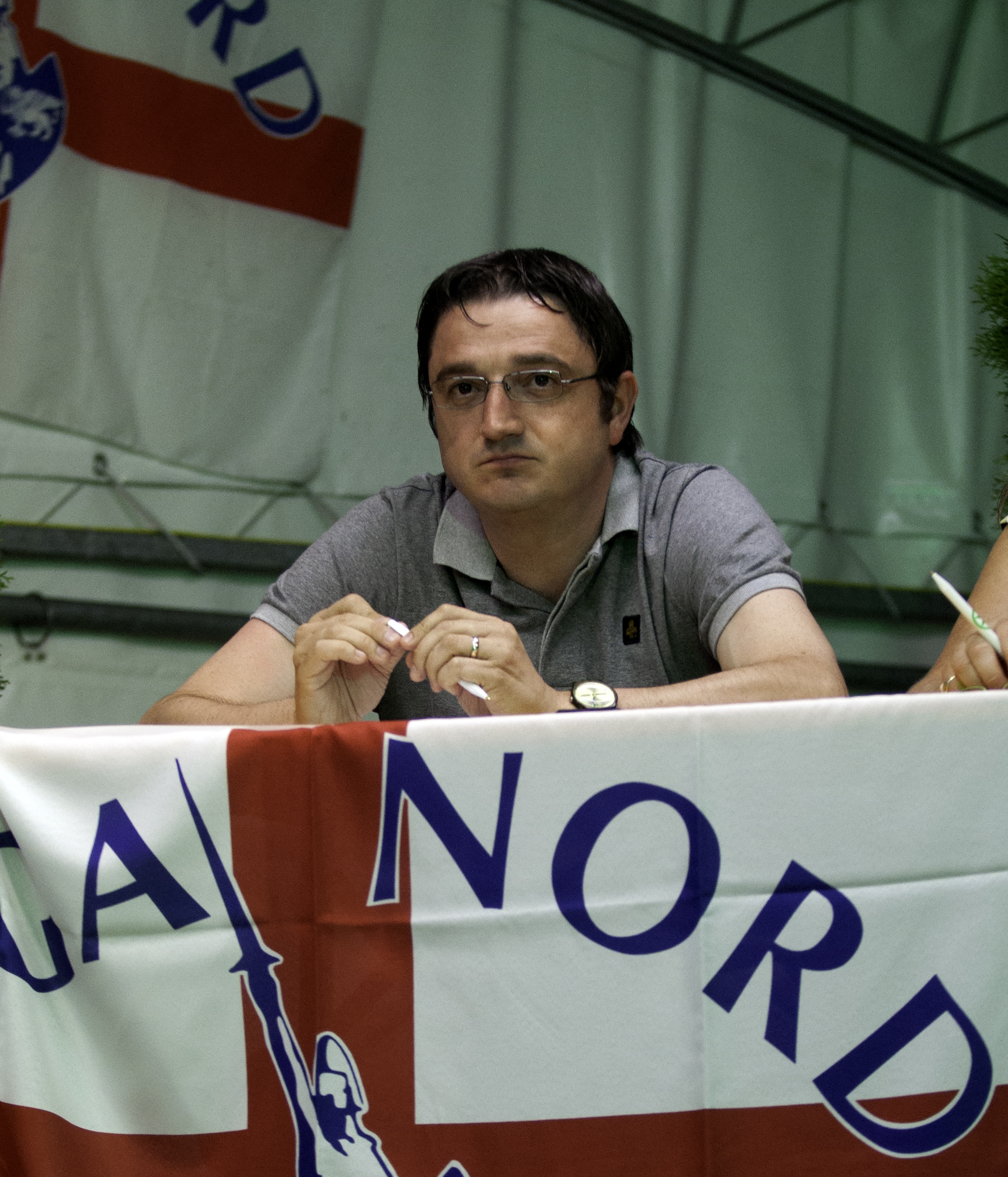
Maurizio Fugatti nel 2012

Alle elezioni politiche del 2006 viene candidato alla Camera dei deputati, tra le liste della Lega Nord nella circoscrizione Trentino-Alto Adige in seconda posizione dietro a Bossi, venendo eletto deputato. Nella XV legislatura della Repubblica è stato componente e capogruppo della Lega Nord nella 6ª Commissione Finanze.

### Vice-capogruppo della Lega alla Camera
Alle elezioni politiche del 2008 viene ricandidato alla Camera, tra le liste della Lega nella medesima circoscrizione e posizione, venendo rieletto a Montecitorio. Nel corso della XVI legislatura è stato membro e capogruppo della Lega nella 6ª Commissione Finanze e Commissione parlamentare di vigilanza sull'anagrafe tributaria, oltre a far parte della delegazione italiana all'Assemblea parlamentare dell'Iniziativa centro europea e ricoprire l'incarico di vice-capogruppo vicario del gruppo parlamentare della Lega "Lega Nord Padania" alla Camera, succedendo a Carolina Lussana il 1º febbraio 2012.
Alle elezioni provinciali di Trento del 2008 viene eletto consigliere provinciale, ottenendo 2.748 preferenze personali, dimettendosi tuttavia dopo poche settimane.
Il 15 luglio 2009, insieme a Chiara Moroni (PdL) ha presentato un emendamento al DEF che introduce un provvedimento di scudo fiscale. Nel novembre 2009 ha proposto di limitare la cassa integrazione per gli extracomunitari a solo sei mesi, spiegando la sua iniziativa con la volontà di introdurre in Italia una normativa simile a quella in vigore per i lavoratori frontalieri italiani in Svizzera.
Fugatti è stato relatore, insieme a Giuseppe Marinello (PdL), del ddl Sviluppo del 2011 approvato alla Camera il 21/06/2011 con 317 si, 293 no e 2 astenuti dopo che il governo ha posto la questione di fiducia.
Alle elezioni politiche del 2013 è nuovamente candidato alla Camera come capolista della Lega Nord, ma non viene rieletto in quanto non scatta il seggio.

### Corsa alla Presidenza della Provincia autonoma di Trento
Alle elezioni provinciali di Trento del 2013 viene candidato alla Presidenza della provincia dalla Lega Nord, appoggiato dai Cattolici Europei Uniti, ma non ricevendo tuttavia l'appoggio di Forza Italia (che sostiene Giacomo Bezzi) e di Fratelli d'Italia (che sostiene Cristano De Eccher): otterrà il 6,59% (16.395 voti, di cui 1089 solo al presidente), classificandosi terzo dopo Ugo Rossi e Diego Mosna. Viene quindi eletto Consigliere provinciale, carica che manterrà sino al 10 aprile 2018, quando si dimetterà per via della rielezione alla Camera.

### Sottosegretario di Stato alla Salute
Alle elezioni politiche del 2018 viene ricandidato alla Camera nel collegio uninominale Trentino-Alto Adige - 06 (Pergine Valsugana), sostenuto dalla coalizione di centro-destra in quota leghista, venendo rieletto deputato con il 44,56% dei voti e superando i candidati del centro-sinistra Lorenzo Dellai (26,72%) e del Movimento 5 Stelle Riccardo Fraccaro (22,98%). In seguito alla nascita del governo tra il Movimento 5 Stelle e la Lega, il 13 giugno 2018 viene nominato dal Consiglio dei Ministri sottosegretario di Stato al Ministero della salute nel governo Conte I, affiancando la ministra pentastellata Giulia Grillo.

### Presidente della Provincia autonoma di Trento

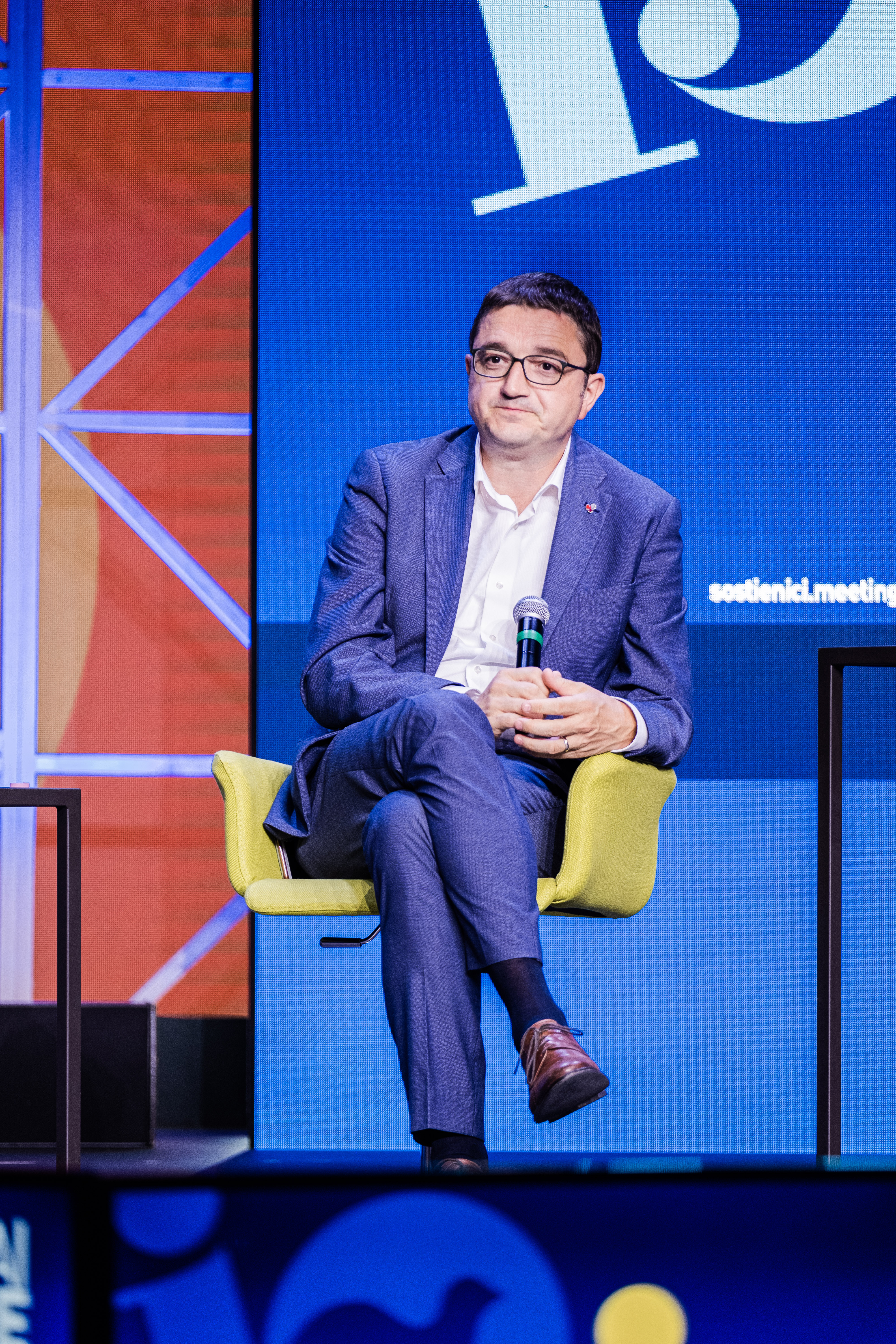
Maurizio Fugatti al Meeting di Rimini del 2021

Alle elezioni provinciali di Trento del 2018 viene nuovamente candidato alla presidenza della provincia, questa volta ricevendo l'appoggio dell'intera coalizione di centro-destra e di diverse liste civiche locali: Lega, Forza Italia, Fratelli d'Italia, UDC-Centro Popolare, "Autonomisti Popolari", "Civica Trentina", "Progetto Trentino", "Associazione Fassa" e "Agire per il Trentino". Alla tornata elettorale viene eletto presidente della Provincia autonoma di Trento con il 46,73% dei voti: è il primo presidente trentino di centro-destra dal dopoguerra.
Il 9 gennaio 2019 si dimette per incompatibilità dalla carica di deputato, con una lettera inviata al Presidente della Camera dei deputati Roberto Fico. Vengono indette delle elezioni suppletive per il 26 maggio, contestualmente alle europee, dove viene eletto Mauro Sutto, anch'egli della Lega.
Durante il suo mandato da presidente della provincia autonoma di Trento firma un’ordinanza (successivamente ritirata) che prevedeva l'abbattimento di un esemplare di orso a seguito di una violenta aggressione ai danni di due persone. La decisione scatena varie polemiche, soprattutto da parte delle associazioni animaliste.
A causa della politica intrapresa per la gestione dei grandi carnivori (orsi e lupi), che vede la detenzione di tre orsi negli anni 2020 e 2021, viene aspramente criticato e, successivamente, riceve delle pesanti minacce; in seguito a ciò, il 24 maggio 2021, gli viene assegnata la scorta.

#### Presidente della Regione Trentino-Alto Adige
Nel giugno 2021, a seguito di un accordo politico fra i partiti della maggioranza (SVP e Lega), sarebbe dovuto subentrare ad Arno Kompatscher come presidente della giunta regionale del Trentino-Alto Adige, ma a seguito di frasi sessiste di due consiglieri della Lega (dapprima Alessandro Savoi, poi Denis Paoli) a colleghe consigliere, per protesta le opposizioni fecero mancare il numero legale fino alle dimissioni di Savoi dall'ufficio di presidenza (in questo frangente, con l'appoggio della SVP) ed alle scuse in aula di Paoli. Fugatti fu quindi eletto il successivo 7 luglio nel corso di una seduta straordinaria convocata all'uopo.
Dopo aver trovato un accordo con Fratelli d’Italia, che ritira il proprio candidato, Fugatti si ricandida alle elezioni del 22 ottobre 2023 appoggiato da tutto il centro-destra e anche da PATT e vince le elezioni venendo riconfermato con il 51,82% di voti contro lo sfidante della coalizione di centrosinistra Francesco Valduga.